# برییف بی‌ئی-۲
برییف بی‌ئی-۲ (به انگلیسی: Beriev_Be-2) یک هواگرد از نوع شناسایی دریایی ساخت شرکت برییف است. هواگرد بی‌ای-۲ نخستین پروازش را در آوریل ۱۹۳۶ میلادی انجام داد. این هواگرد در سال ۱۹۳۸ میلادی رسماً معرفی گردید. در مجموع، تعداد ۱۲ فروند از این هواگرد ساخته شده‌است.